# China Championship
China Championship är en professionell inbjudningsturnering i snooker, ny från och med säsongen 2016/17. Vid starten hade turneringen den största prissumman för en tävling utanför Storbritannien.

## Vinnare
| År   | Vinnare      | Motståndare    | Resultat | Säsong  |
| ---- | ------------ | -------------- | -------- | ------- |
| 2016 | John Higgins | Stuart Bingham | 10 – 7   | 2016/17 |